# Кробја
Кробја (пољ. Krobia) град је у Пољској у Војводству великопољском. По подацима из 2012. године број становника у месту је био 4213.

## Становништво
| 2012. |
| ----- |
| 4.213 |